# Губарев, Данил Евгеньевич
Дани́л Евге́ньевич Гу́барев (род. 15 октября 1991, Магнитогорск, Челябинская область) — российский хоккеист, нападающий.

## Биография
Сын Евгения Губарева.
Воспитанник магнитогорской хоккейной школы. За «Белых медведей» дебютировал в МХЛ в сезоне 2009/10. За «Трактор» впервые сыграл в Кубке Надежды в 2014 году. В КХЛ дебютировал 23 сентября 2014 года в матче против «Югры».